# Santa Lucía (Estado de México)
Santa Lucía Quinametzin o también llamado Santa Lucía es un poblado prehispánico del Municipio de Zumpango, en el Estado de México. 

## Localización
Santa Lucía se encuentra en las coordenadas geográficas 19°44′53″N 98°58′57″O / 19.74806, -98.98250 y a una altitud de 2249 m s. n. m. (metros sobre el nivel del mar). En ella se ubican las instalaciones de la Base Aérea Militar Número 1 de la Fuerza Aérea Mexicana, y su principal vía de comunicación es la Carretera Federal 85 o Autopista México-Pachuca, que circula a un costado de la población y la comunica hacia el sur con la ciudad de Tecámac y hacia el norte con la de Pachuca.

## Demografía
De acuerdo con el censo de población y vivienda de 2010 realizado por el Instituto Nacional de Estadística y Geografía, la población total es de 3639 habitantes, de los que 1816 son hombres y 1823 son mujeres.